# Raimonda
Raimonda é uma vila portuguesa sede da Freguesia de Raimonda do Município de Paços de Ferreira, freguesia com 3,81 km² de área e 2491 habitantes (censo de 2021), tendo, por isso, uma densidade populacional de 653,8 hab./km².

## Demografia
A população registada nos censos foi:
| Distribuição da População por Grupos Etários | Distribuição da População por Grupos Etários | Distribuição da População por Grupos Etários | Distribuição da População por Grupos Etários | Distribuição da População por Grupos Etários |
| -------------------------------------------- | -------------------------------------------- | -------------------------------------------- | -------------------------------------------- | -------------------------------------------- |
| Ano                                          | 0-14 Anos                                    | 15-24 Anos                                   | 25-64 Anos                                   | > 65 Anos                                    |
| 2001                                         | 519                                          | 430                                          | 1334                                         | 235                                          |
| 2011                                         | 446                                          | 345                                          | 1492                                         | 293                                          |
| 2021                                         | 310                                          | 314                                          | 1446                                         | 421                                          |

## Personalidades

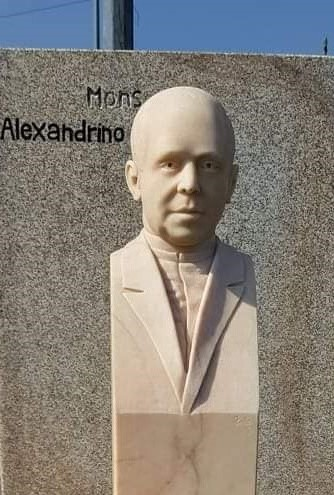
Busto de Alexandrino Brochado, na sua terra natal, Raimonda.

Raimonda é terra natal e foi residência de um dos mais ilustres e influentes sacerdotes da Diocese do Porto, Alexandrino Brochado, nascido em 1920, responsável pelo programa da Caritas que permitiu a entrada de milhares de crianças austríacas, vítimas da II Guerra Mundial. 